# Kostel svatého Mikuláše (Spálené Poříčí)

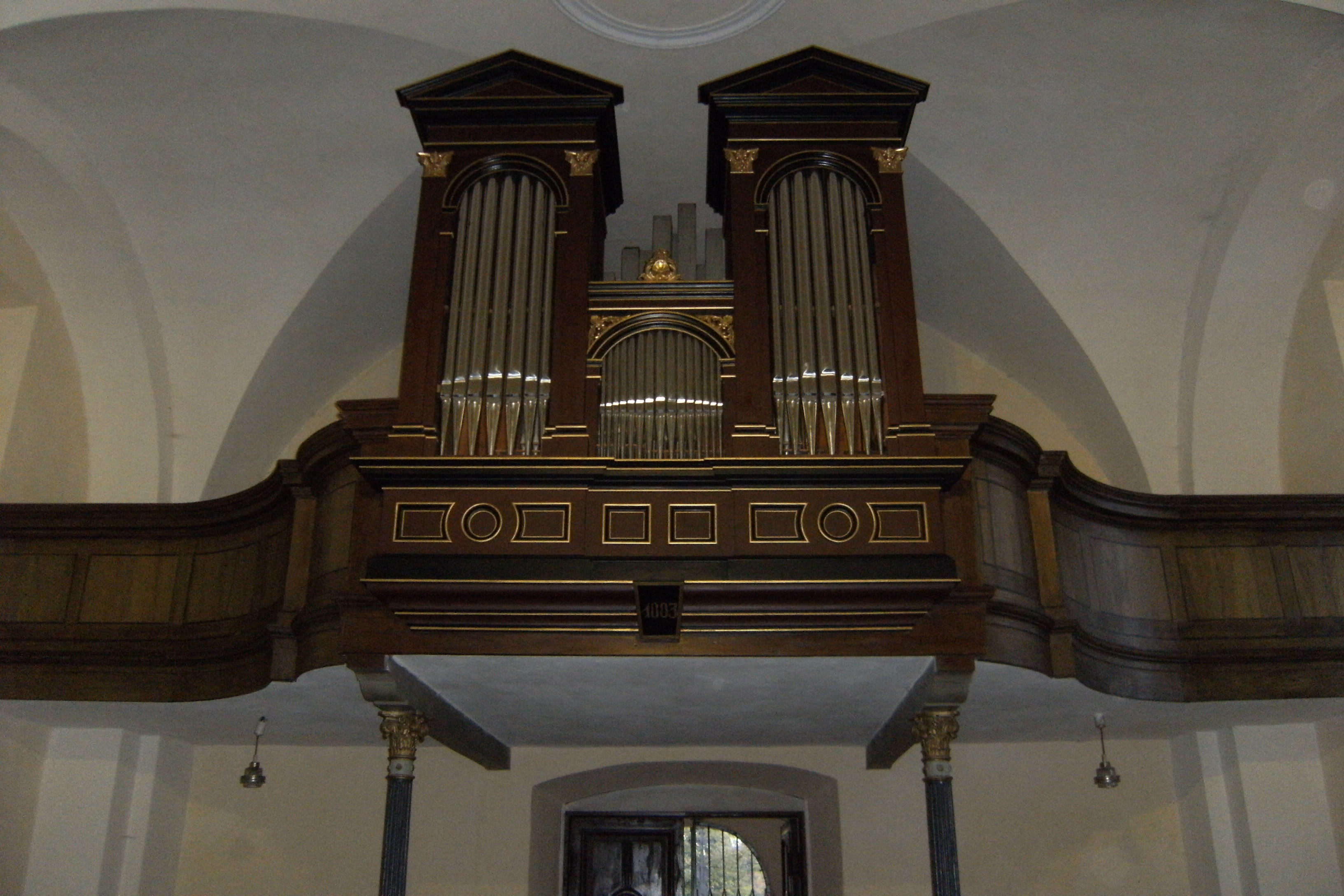
Varhany v kostele sv. Mikuláše

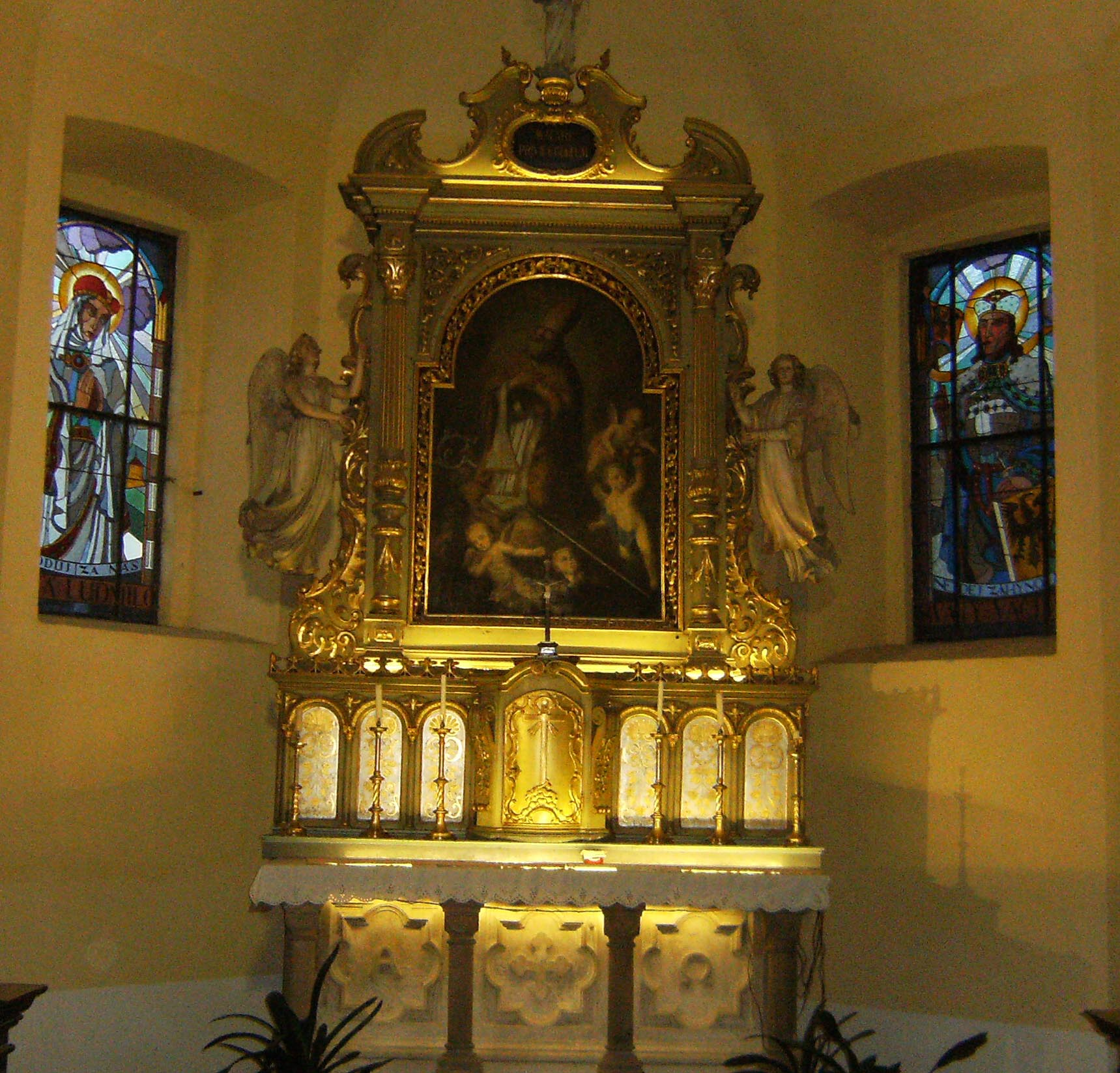
Oltář sv. Mikuláše v kostele sv. Mikuláše

Římskokatolický farní kostel svatého Mikuláše ve Spáleném Poříčí stojí na náměstí Svobody. První zmínka se datuje ze 14. století. Poté byl kostel několikrát přestavován, přičemž současná podoba je z roku 1882. V interiéru je historicky cenný inventář a zvon z počátku 16. století. Na dřevěných lavicích a kazatelně se nachází dvojí provedeni erbů Vratislava z Mitrovic a jeho manželky Kocové z Dobrše pocházející asi z roku 1690. Okna zdobí vitráže malíře Josefa Hodka ze 40. let 20. století.
Je chráněn jako kulturní památka České republiky.